# Véligère

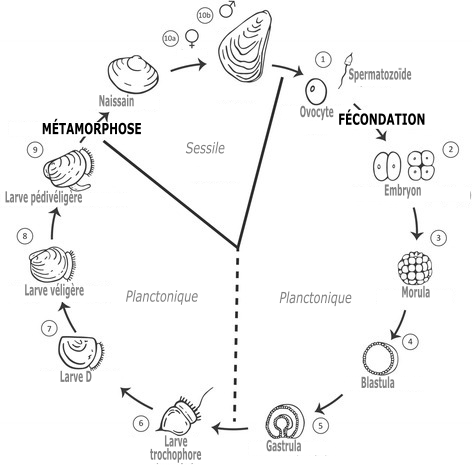
Cycle de vie bentho-pélagique de l'huître avec quatre principaux stades de développement : l'étape embryonnaire, larvaire, le naissain et l'âge adulte.

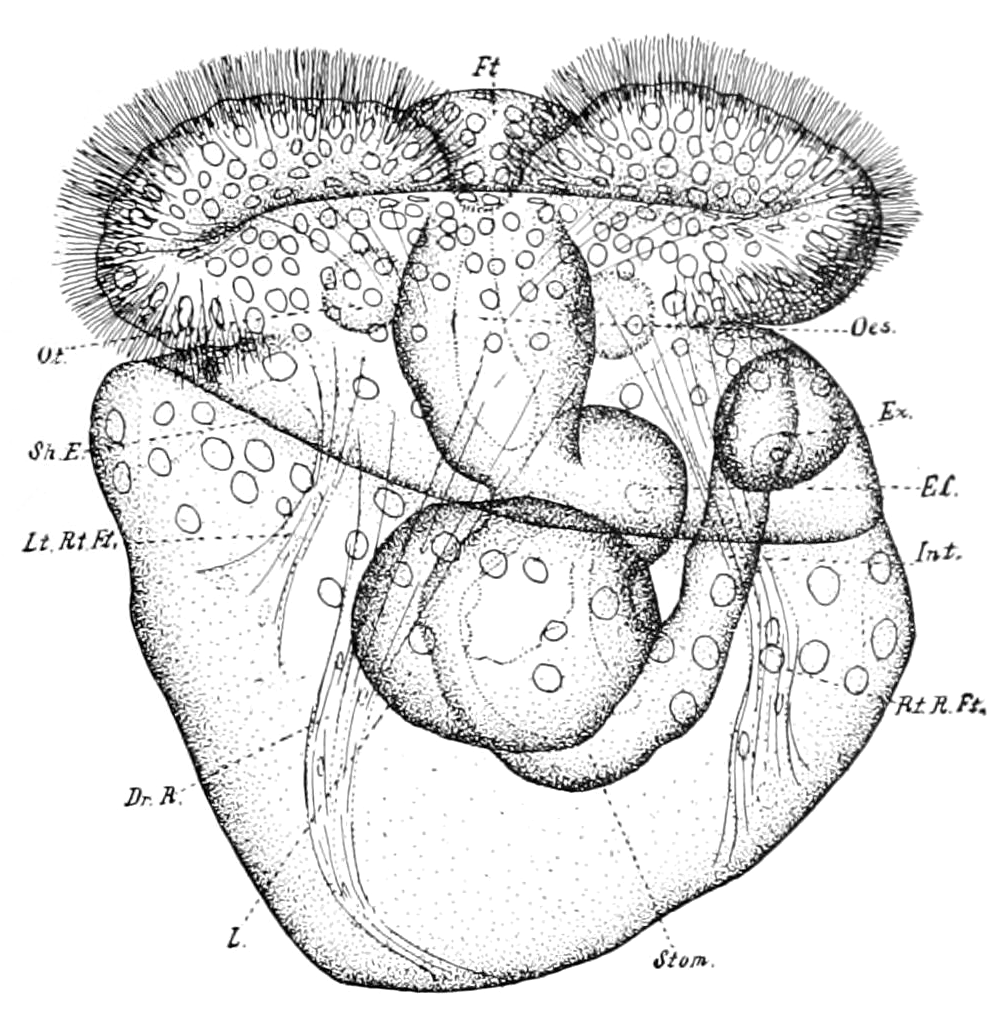
Larve véligère de Fiona pinnata

La larve véligère correspond à un stade larvaire des mollusques issu de la larve trochophore.

## Morphologie
La larve véligère présente une hypertrophie de la zone pré-orale qui forme deux lobes ciliés : le velum ou voile. Les cils ont un rôle locomoteur et un rôle dans l'alimentation.
En région postérieure, la larve présente une ébauche de pied et de coquille uni ou bivalve. 
Elle est entourée d'une coquille fine et transparente.

## Mode de vie
La larve véligère présente un mode de vie pélagique (marin). Elle se déplace grâce aux cils de son velum. Elle a un régime alimentaire microphage. 
La métamorphose s'effectue par résorption du velum. La larve tombe alors au fond de l'eau pour terminer sa métamorphose. Ce stade est suivi par une larve glochidium chez certains mollusques lamellibranches (Unionidae par exemple).